# Clytiomya sola
Clytiomya sola là một loài ruồi trong họ Tachinidae.